# Rock Master 1998
Rock Master 1998 – międzynarodowe, zawody we wspinaczce sportowej organizowane od 1987 roku we włoskim Arco, których 13 edycja Rock Master odbyła się w dniu 12 września w 1998.

## Uczestnicy
Organizator festiwalu Rock Master's do zawodów wspinaczkowych na sztucznych ścianach (Climbing Stadium Arco), zaprosił wspinaczy, którzy wystąpili w konkurencji;
- prowadzenie (kobiety i mężczyźni).

## Wyniki
Legenda
     * Konkurencje zawodów wspinaczkowych rozegrane tylko w ramach Rock Master 1996 zostały zaznaczone tym kolorem.
     * Zawodnicy (włoscy), organizatora zawodów  zostali zaznaczeni tym kolorem.

### Prowadzenie
W zawodach wspinaczkowych w konkurencji prowadzenie wzięło udział 17 zawodników oraz 12 zawodniczek.
| Mężczyźni |                       |       |
| Miejsce   | Zawodnik              | Wynik |
|           |                       |       |
| złoto     | François Legrand      |       |
| srebro    | Yuji Hirayama         |       |
| brąz      | François Lombard      |       |
| 4.        | Saławat Rachmietow    |       |
| 5.        | Stefano Alppi         |       |
| 5.        | Christian Bindhammer  |       |
| 5.        | Christian Core        |       |
| 5.        | Paul de Wilde         |       |
| 5.        | Jewhen Krywoszejcew   |       |
| 5.        | Luca Zardini          |       |
| 11.       | Cristian Brenna       |       |
| 11.       | Arnaud Petit          |       |
| 13.       | Luca Giupponi         |       |
| 14.       | David Caude           |       |
| 14.       | Aljosa Grom           |       |
| 16.       | Elie Chevieux         |       |
| 17.       | Jewgienij Owczinnikow |       |

| Kobiety |                     |       |
| Miejsce | Zawodniczka         | Wynik |
|         |                     |       |
| złoto   | Liv Sansoz          |       |
| srebro  | Jelena Owczinnikowa |       |
| srebro  | Muriel Sarkany      |       |
| 4.      | Stéphanie Bodet     |       |
| 5.      | Margaux Hilly       |       |
| 6.      | Martina Čufar       |       |
| 7.      | Jelena Czumiłowa    |       |
| 8.      | Luisa Iovane        |       |
| 9.      | Bettina Schöpf      |       |
| 10.     | Stella Marchisio    |       |
| 11.     | Jenny Lavarda       |       |
| 12.     | Julija Inoziemcewa  |       |